# Andrzej Garstka (trener)
Andrzej Garstka (ur. 24 listopada 1945 w Gdańsku) – polski koszykarz, po zakończeniu kariery zawodniczej trener koszykówki. Był związany z klubem MKS Pogoń Szczecin gdzie spędził prawie całą karierę trenerską, która trwała 24 lata.

## Życiorys
Jest absolwentem WSP w Szczecinie – nauczycielem mianowanym teoretycznych przedmiotów zawodowych. W 1970 roku ukończył kurs instruktorski w Świnoujściu i otrzymał nominację na instruktora koszykówki. W ramach doskonalenia warsztatu trenerskiego w 1974 roku był delegowany przez PZKosz na obserwację zawodów o Puchar Narodów – Republik Radzieckich w Kijowie. W 1978 roku ukończył dwuletnie studia trenerskie – AWF Wrocław i uzyskał tytuł trenera II klasy. Autor monografii Morski Klub Sportowy Pogoń Szczecin Koszykówka 1961–1995 wydanej w 2012.

## Kariera klubowa
Jako zawodnik grał w klubach:
- 1963/1964 – KS Żyrardowianka Żyrardów (liga okręgowa)
- 1964–1966 – Emjeden Żychlin (liga okręgowa)
- 1966/1967 – MKS Pogoń Szczecin (II liga)[2][3]
- 1967–1969 – Spójnia Stargard (liga okręgowa i międzywojewódzka – obecnie III liga)
- 1969/1970 – AZS Szczecin (liga międzywojewódzka – obecnie III liga)[4]

W 1970 roku występował w drużynie zarządu okręgu szczecińskiego ZNP w I Ogólnopolskim Turnieju piłki koszykowej w Opolu, która zajęła II miejsce.

## Przebieg kariery trenerskiej
- 1970–1973 MKS Szczecin[potrzebny przypis]
- 1973–1994 MKS Pogoń Szczecin

W latach 1973–1975 był drugim trenerem I ligowej drużyny (obecnie ekstraklasa). Dwuletnia praca trenerska z zespołem I ligowym i z takimi zawodnikami jak np. Paweł Waniorek, Krzysztof Caboń, Waldemar Krasoń, Zbigniew Słomiński, Wojciech Zdrodowski, Stanisław Koś, Władysław Koś (reprezentanci Polski w różnych kategoriach wiekowych), Włodzimierz Trams – uczestnik Igrzysk Olimpijskich w Meksyku w 1968r, to znakomita szkoła dla młodego trenera. W tym samym czasie pełnił funkcję trenera bezpośredniego zaplecza I zespołu mężczyzn. W 1973 i 1975 roku był trenerem reprezentacji juniorów okręgu szczecińskiego przygotowującym zespoły do startu w III i IV Ogólnopolskiej Spartakiady Młodzieży (udział zakończyły w półfinałach). W sezonie 1978/1979, po spadku I zespołu z II ligi do ligi międzywojewódzkiej (obecnie III liga) został trenerem I zespołu i wprowadził koszykarzy Pogoni do II ligi. W sezonie 1979/1980 był trenerem II-ligowej drużyny, która zajęła w rozgrywkach drugie miejsce.
W latach 1974–1994 roku pracował z zapleczem I zespołu oraz juniorami, którzy reprezentowali klub w następujących rozgrywkach:
- o wejście do II ligi (liga międzywojewódzka)
- liga okręgowa
- liga międzywojewódzka juniorów starszych
- liga międzywojewódzka juniorów młodszych

Był wychowawcą wielu pokoleń koszykarzy Pogoni. Wychował wielu reprezentantów Polski w różnych kategoriach wiekowych.

## Osiągnięcia
- 1973 – II miejsce mistrzostw Polski szkół podstawowych w Nowej Soli – SP 8 Szczecin[4]
- 1974/1975 – I miejsce w lidze okręgowej[4]
- I miejsce w lidze juniorów młodszych[4]
- I miejsce i awans do półfinałów Mistrzostw Polski w lidze juniorów starszych[4]
- 1975/1976 – II miejsce w lidze okręgowej[4]
- I miejsce w lidze juniorów starszych i awans do półfinałów Mistrzostw Polski[13]
- 1978 – II miejsce w międzynarodowym turnieju o puchar XXX-lecia Pogoni
- 1978/1979 – I miejsce i awans do II ligi[14]
- 1979 – I miejsce na turnieju w Helsinkach[15]
- 1979/1980 – II miejsce w rozgrywkach II ligi[1][16]
- 1987/1988 – I miejsce w lidze międzywojewódzkiej kadetów i awans do rozgrywek spartakiadowych[17]
- 1992/1993 – I miejsce kadetów w strefie Poznań i awans do centralnych turniejów o mistrzostwo Polski[18]
- 1993 – V miejsce w finale mistrzostw Polski kadetów w Białymstoku[19]
- 1993 – I miejsce w turnieju kadetów w Bydgoszczy o memoriał Romana Zamiary[20]
- 1993/1994 – II miejsce w lidze międzywojewódzkiej juniorów starszych[21]
- 1994 – I miejsce w międzynarodowym turnieju juniorów w Bilzen (Belgia)[22]

## Odznaczenia
- Złota Honorowa odznaka PZKosz
- Złota Odznaka Pogoni
- Medal – 60 lat Zachodniopomorskiego Okręgowego Związku Koszykówki
- Medal jubileuszu 45 lecia Zespołu Szkół Samochodowych w Szczecinie